# Musa viridis
Musa viridis är en enhjärtbladig växtart som beskrevs av R.V.Valmayor, L.D.Danh och Markku Häkkinen. Musa viridis ingår i släktet bananer, och familjen bananväxter. Inga underarter finns listade i Catalogue of Life.